# Бухта Абрамова

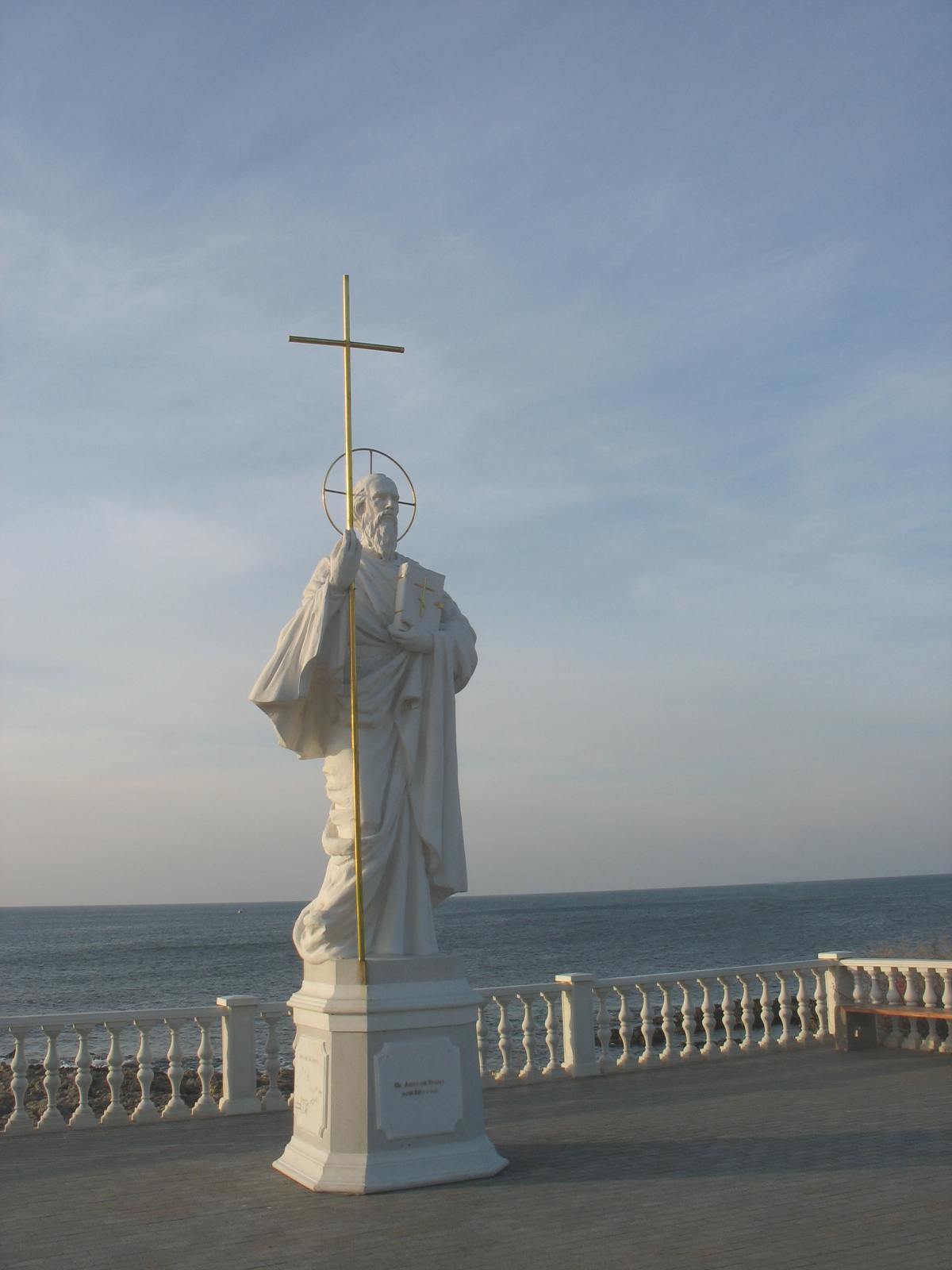
Памятник апостолу Андрею

Бухта Абрамова — черноморская бухта в Севастополе. Расположена между бухтами Круглой (Омега) и Камышовой. Бухта слабо выражена, и на многих картах не подписана, в отличие от соседних бухт.
Бухта названа в честь гидрографа Петра Яковлевича Абрамова, который возглавлял гидрографическую службу Черноморского флота СССР с 1962 до 1972.
Иногда употребляется другое название бухты — Песчаная. При этом дно и берега бухты каменистые. Объяснением топонима "песчаная" может быть или путаница с соседней Круглой бухтой, вторым названием которой было "Песчаная", или то, что в бухте когда-то в прежние времена дно или берег действительно были песчаными.
В советское время доступ к берегам бухты был несвободным по причине нахождения вдоль них воинских частей и учреждений. Сейчас в большинстве территории проход свободный.
В 2000-х годах устроен пляж Адмиральская лагуна (также встречается прежнее н Солдатский пляж). Дно — мелкая галька. Также существует множество «диких» пляжей.
Вблизи мыса Песчаного построен коттеджный городок, есть небольшая набережная с памятником апостолу Андрею Первозванному.